# Opération ghetto

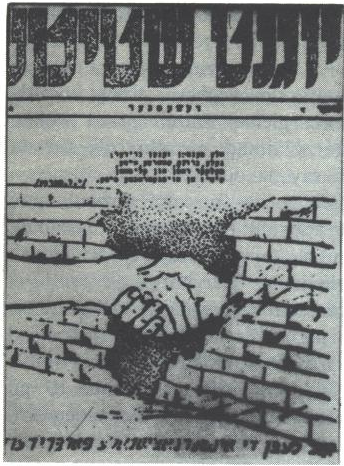
Affiche publiée par l'Organisation juive de combat

L'Opération Ghetto (en polonais : Akcja Getto) est le nom de code d'une série d'actions de l'Armia Krajowa pour venir en aide aux insurgés lors du soulèvement du ghetto de Varsovie du 19 avril 1943 au 16 mai 1943.

## La fourniture d'armes
L'organisation militaire juive (ŻZW), associée au parti Sionisme révisionniste Hatzohar, au mouvement de jeunesse Betar, à l'Organisation juive de combat Żydowska Organizacja Bojowa (ŻOB) et l'Union générale des travailleurs juifs (Bund), fait parvenir, en décembre 1942, une première livraison d'armes au ghetto de Varsovie.
Le 18 janvier 1943, au cours d'une raffles, quelques combattants du ŻOB se mêlent volontairement à une colonne de prisonniers juifs, attaquent les soldats allemands avec des armes légères et parviennent à disperser la colonne. La nouvelle de l'attaque se répand rapidement dans le ghetto. Durant quatre jours les Allemands rencontrent d'autres actes de résistance de la part du ŻOB.
En plus de la fourniture d'armes, le commandant en chef de l'AK, Stefan Rowecki forme les insurgés aux techniques de combat et de sabotage, impliquant la confection de bombes, grenades et cocktail Molotov.

## Le plan d'action

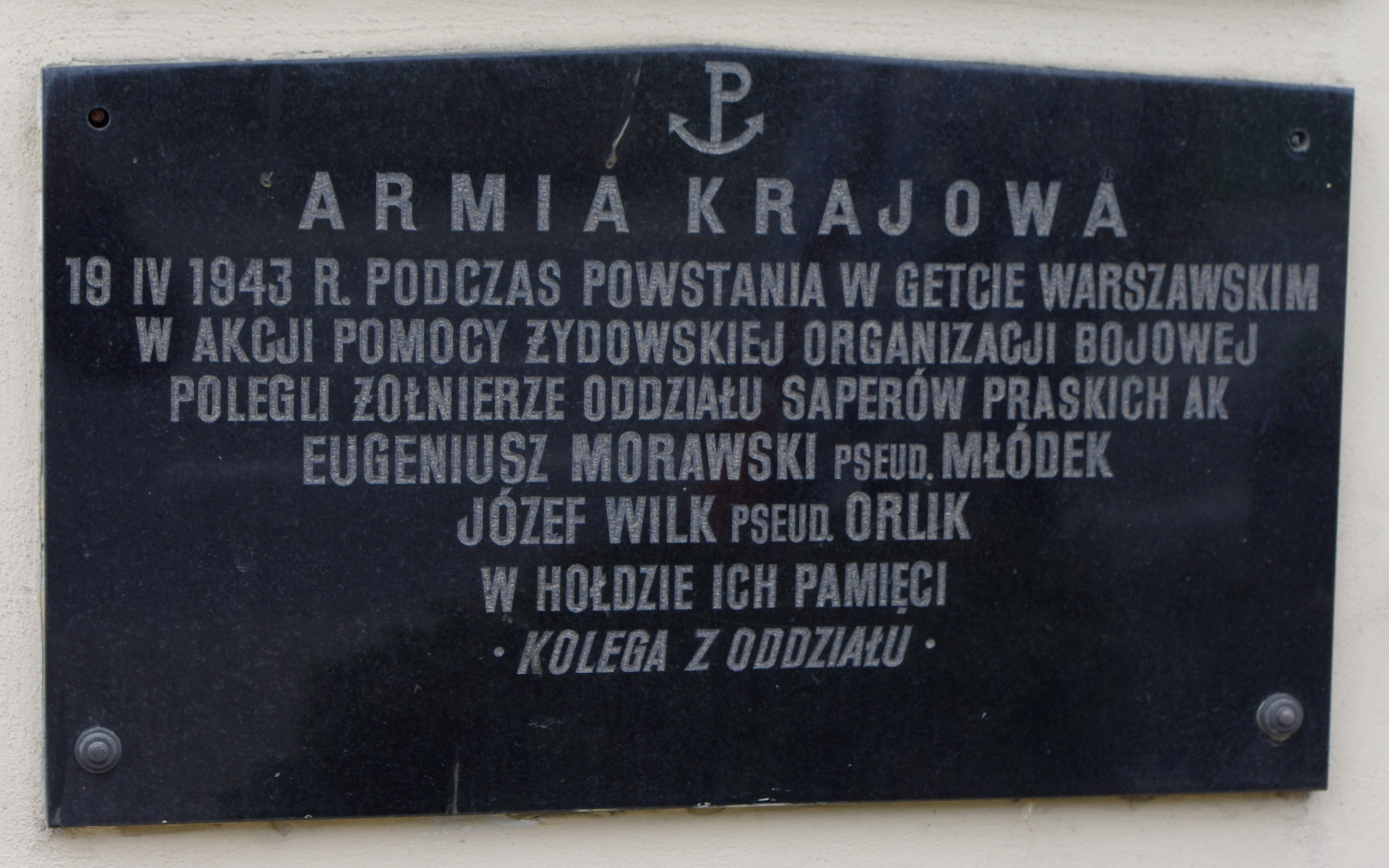
Plaque commémorative des soldats de l'AK, Eugeniusz Morawski, dit Młodek et Józef Wilk, dit Orlik, morts pendant le soulèvement du Ghetto, au 12 rue Bonifraterska à Varsovie

Les premiers plans de secours aux juifs insurgés, comme de faire sauter les murs pour permettre aux Juifs de s'échapper du ghetto, naissent dans les rangs de l'AK au tout début de l'année 1943. Le groupe Kedyw est désigné pour accomplir cette mission. Estimant que les Juifs ne seront en mesure de résister que quelques jours et que l'opération ne sera possible que si elle est réalisée le premier jour des combats, une seule attaque est prévue.
Finalement, les commandos de l'AK, sous le commandement d'Henryk Iwański, réaliseront plusieurs tentatives et mèneront différents combats contre les unités allemandes à l'intérieur même du ghetto.

## Sources
- (pl) Cet article est partiellement ou en totalité issu de l’article de Wikipédia en polonais intitulé « Akcja Getto » (voir la liste des auteurs).